# Frank Aaen

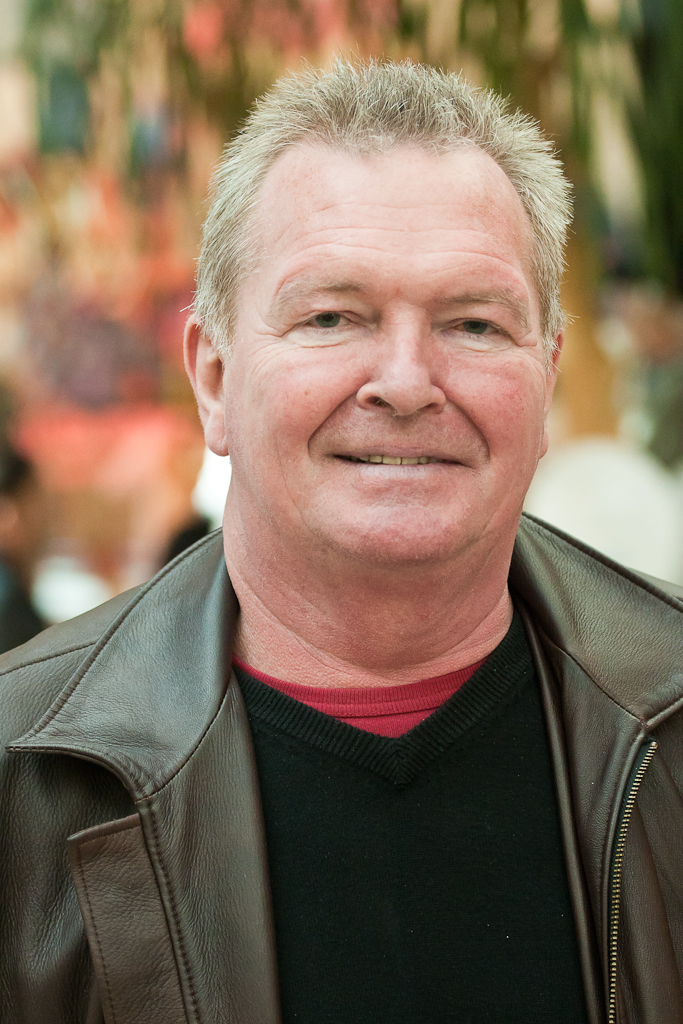
Frank Aaen

Frank Aaen, född den 25 juli 1951 i Nørresundby, är en dansk ekonom och parlamentsledamot (folketinget) för Enhedslisten. Den 15 mars 2006 drabbades han av en tromboembolism, men återhämtade sig och var tillbaka i Folketinget i april. Han har varit parlamentsledamot från 1994 till 2001 och sedan 2005. 